# 葉爾希奇區

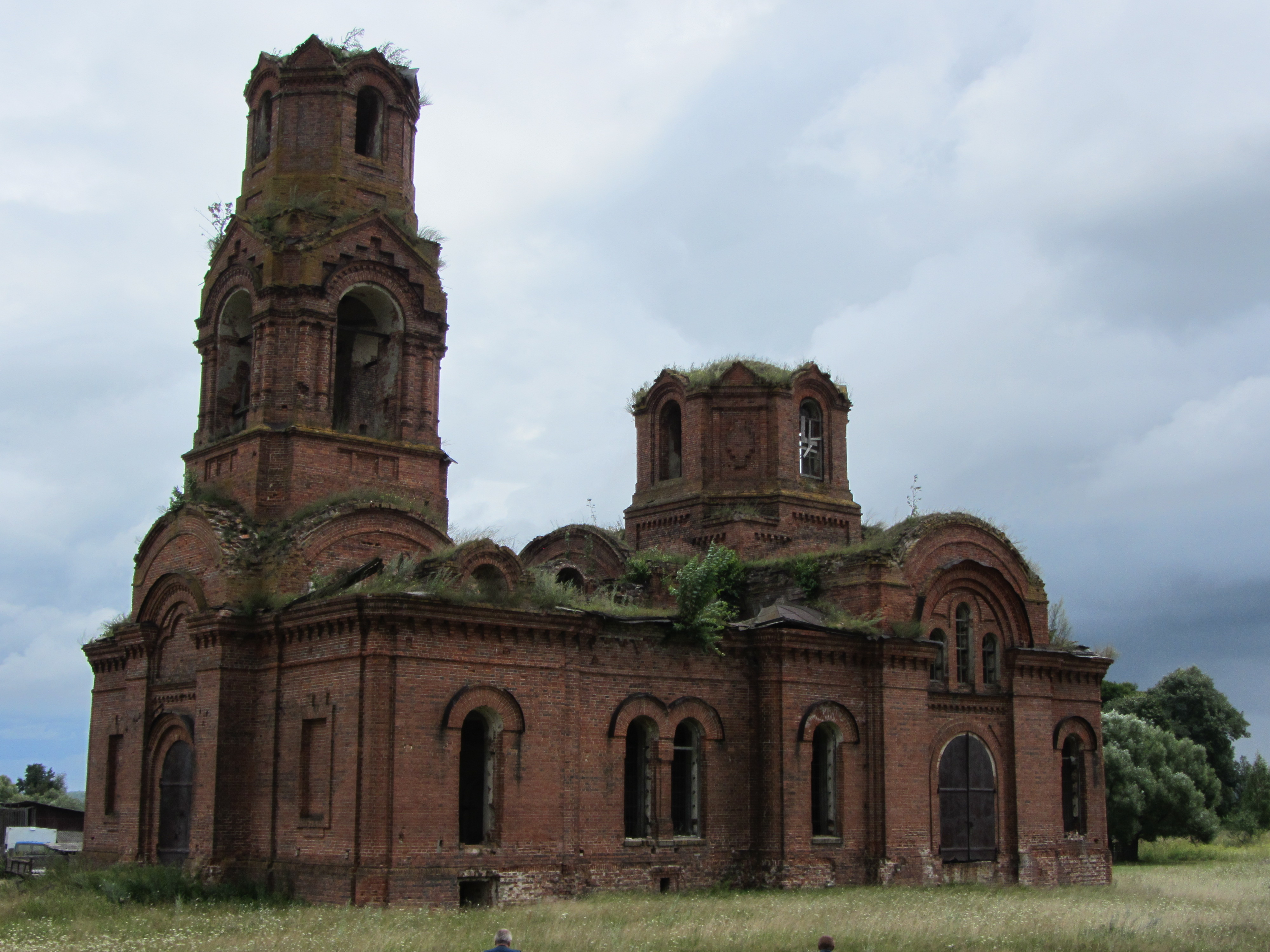

53°24′49″N 32°47′06″E / 53.41361°N 32.78500°E
葉爾希奇區（俄语：Ершичский райо́н）是俄羅斯的一個區，位於該國西部，由斯摩棱斯克州負責管轄，面積1,039平方公里，2010年人口7,102，人口密度每平方公里6.84人。